# David Strelec
David Strelec (* 4. April 2001 in Nové Zámky) ist ein slowakischer Fußballspieler.

## Karriere

### Verein
Aus der Jugend von Slovan Bratislava ging er im Sommer 2018 fix in den Kader der ersten Mannschaft über. Sein Ligadebüt hatte er am 5. August 2018, als er bei einem 2:1-Sieg über MFK Zemplín Michalovce in der 73. Minute für Vukan Savicevic eingewechselt wurde. Nach drei Jahren, in welchen er mit seinem Team drei Mal die Meisterschaft und zwei Mal den Pokal gewann, wechselte er im Sommer 2021 für 2,28 Mio. € nach Italien zu Spezia Calcio. Es folgten in der Serie A aber nur vereinzelte Einsätze und so wurde er Anfang 2023 bis zum Saisonende an Reggina 1914 verliehen. Dort bekam er zumindest in der Serie B konstant Spielzeit. Für eine Leihgebühr von 300.000 € wurde er zur Saison 2023/24 zurück nach Bratislava verliehen, wohin er zur Spielzeit 2024/25 auch fest zurückkehren wird. 

### Nationalmannschaft
Nach der U16 nahm er wie auch mit der U17 an Qualifikationsspielen für Europameisterschaften teil. Später ging es dann weiter mit ein paar Partien für die U18, der U19 sowie der U21. Ihm gelang mit seinen U-Mannschaften nie das Erreichen einer Endrunde bei einer Europameisterschaft.
Für die slowakischen A-Nationalmannschaft debütierte er am 24. März 2021, als er bei einem 0:0 in einem Spiel der Qualifikation für die Weltmeisterschaft 2022 gegen Zypern in der 84. Minute für Ondrej Duda eingewechselt wurde. Auch in der Nations League 2022/23 kam er zu ein paar Einsätzen. Im Juni 2023 kam er zudem noch ein weiteres Mal in der Qualifikation für die Europameisterschaft 2023 zum Zug. Zur Vorbereitung zur Endrunde bei der Europameisterschaft 2024 wurde er für den vorläufigen Kader nominiert.